# Glittica minoica

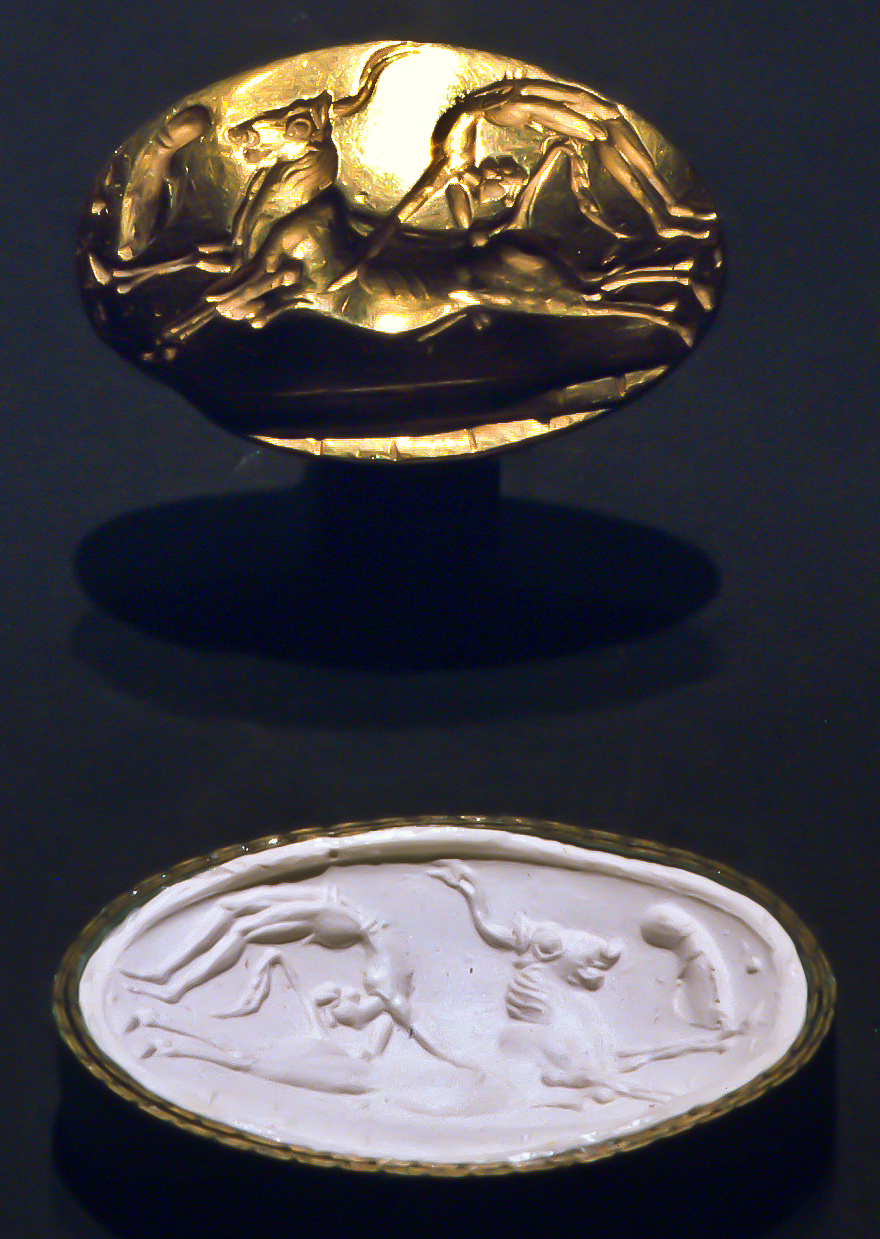
Un sigillo in oro e la sua impronta. Ashmolean Museum, Oxford

La glittica minoica comprende i sigilli minoici realizzati dall'omonima civiltà sotto forma di gemme intagliate, metallo, avorio o altri materiali. Essi rappresentano una parte importante dell'arte minoica e, così come molte altre produzioni cretesi, vennero esportati in tutto il Mar Egeo e oltre. Per questo si ritiene che molti reperti di epoca micenea e di altri contesti siano stati realizzati a Creta o comunque da artisti cretesi o formati a Creta.
I siglli minoici venivano di norma utilizzati per identificare documenti e oggetti. Per quanto esistano esemplari grandi oltre 10 cm, sono più spesso di piccole dimensioni, "tascabili", come degli amuleti personali, e molte immagini hanno dimensioni simili a quelle di un'unghia umana. Possono essere considerati equivalenti ai siglli scaraboidi dell'antico Egitto, che venivano talvolta imitati a Creta.
I sigilli minoici sono la forma di arte minoica più comunemente sopravvissuta dopo la ceramica, con più di mille impronte e diverse migliaia di esemplari rinvenuti, i più antichi risalenti al periodo AM II. I sigilli cilindrici sono comuni nei primi periodi, molto meno in seguito. I sigilli con forme diverse e facce multiple sono particolarmente comuni, cosa insolita rispetto alle culture successive e vicine: quelli di forma "lentoide" o "lenticolare" hanno due facce convesse e solitamente un sottile bordo circolare, quelli "prismatici" invece presentano tre facce piatte. Un'officina di produzione di sigilli del MM I indagato a Malia produceva principalmente questo tipo di sigilli. Spesso i sigilli sono forati per poter essere indossati al collo o al polso, legati a un cordino.
È probabile che molti dei primi esemplari fossero in legno e non siano dunque sopravvissuti. L'avorio e la pietra tenera sono i materiali sopravvissuti più comuni per i primi sigilli, il cui corpo era spesso costituito da rappresentazioni di animali o uccelli. A partire dal periodo MM vennero utilizzati trapani rotanti ad elevata velocità che consentirono di cominciare ad utilizzare pietre più dure.

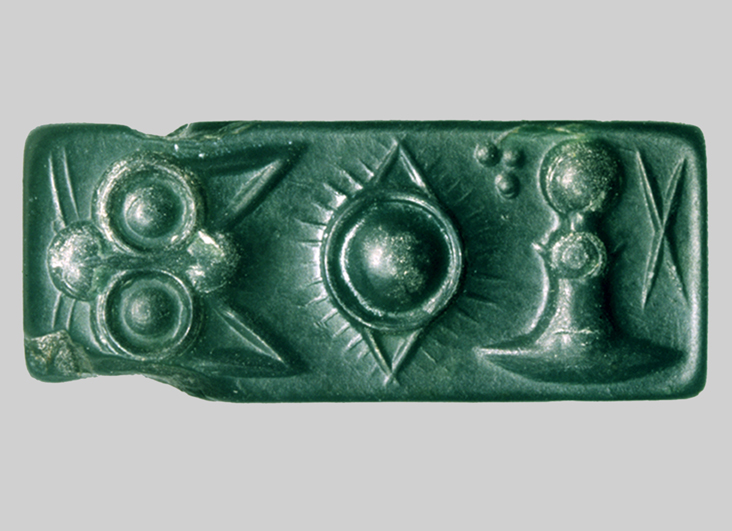
Sigillo di diaspro verde, con geroglifici cretesi, 1800 a.C.

Successivamente, alcuni sono gemme incise estremamente fini; altri sigilli sono in oro, in origine solitamente montati su anelli. I soggetti rappresentati coprono l'intera gamma dell'arte minoica.

## Soggetti
Alcuni sigilli sono incisi su più di una faccia, in un caso fino a otto. Alcuni presentano iscrizioni in geroglifico cretese. La maggior parte dei sigilli più antichi presenta motivi geometrici o disegni simili a piante. Gli uccelli e gli animali, sia terrestri che marini, compaiono molto prima delle figure umane. Appaiono anche creature mitologiche e fantastiche come il grifone, la sfinge ed il cosiddetto genio minoico. I disegni figurativi diventano gradualmente più complicati, fino a includere danze e dee. Un motivo iconografico comune nell'arte minoica, in particolare negli affreschi, è il salto del toro; l'esempio illustrato mostra dei saltatori e un toro.

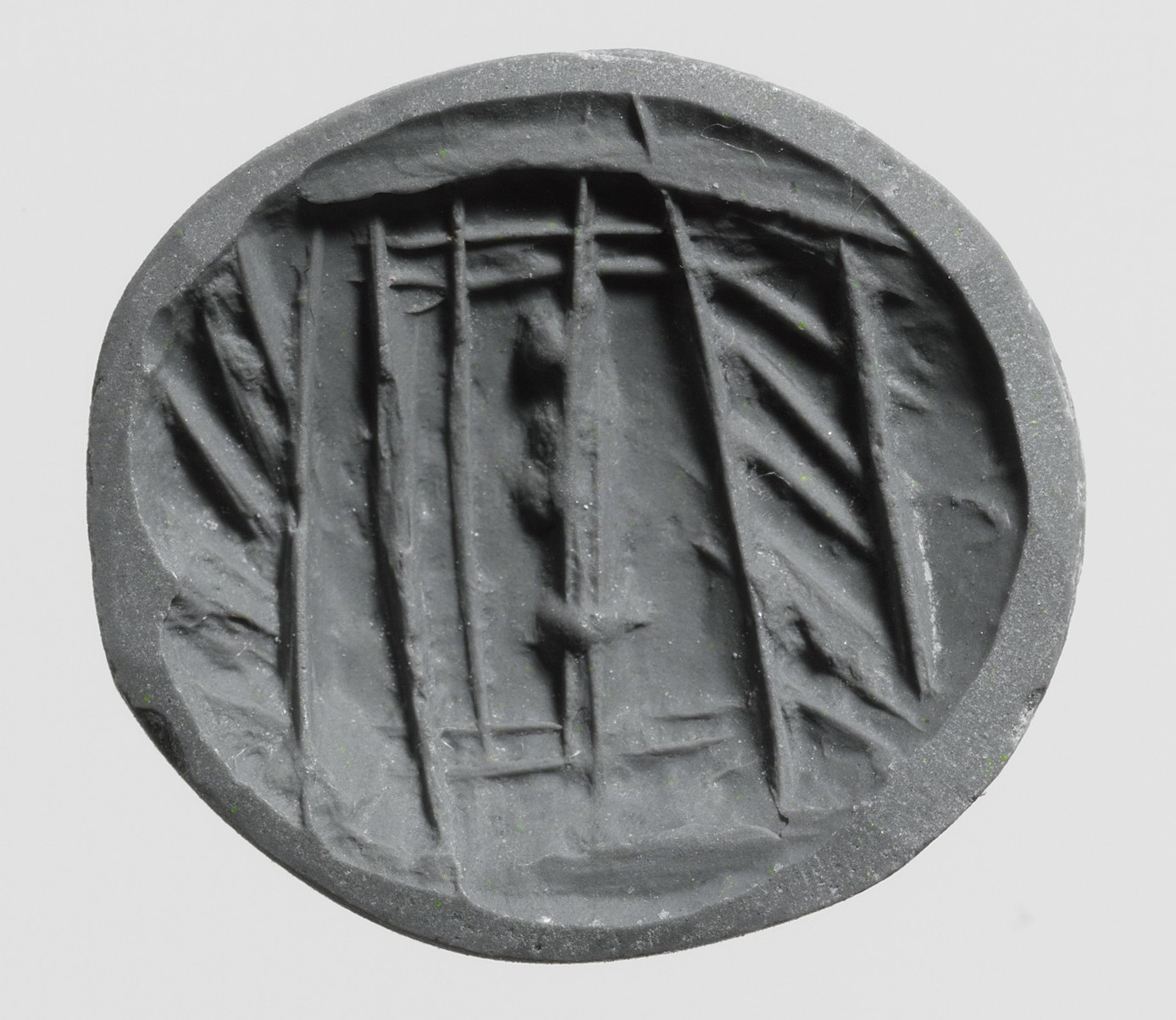
Impressione di sigillo dell'Antico Minoico III; si pensa che disegni come questo rappresentino edifici, probabilmente santuari rustici.

In un grande gruppo di sigilli del primo MM II provenienti dal palazzo di Festo, oltre due terzi dei quasi 300 disegni presentano motivi astratti, alcuni molto semplici, ma altri complessi e sofisticati. Alcuni sigilli sembrano mostrare la loro dipendenza dalle immagini degli affreschi presentando un "lambris" di linee o ornamenti sotto l'immagine principale, tipico della pittura minoica.
Nel MM III, a partire dal 1700 circa, compare una classe di “sigilli talismanici” che si pensa avessero una funzione magica. Spesso sono tagliati troppo in profondità per essere efficaci nell'imprimere il proprio disegno e potrebbero essere stati portati semplicemente come amuleti . Sono meno comuni al di fuori di Creta rispetto ad altre tipologie. I loro disegni sono tipicamente spessi e profondamente intagliati, eseguiti con una tecnica rapida e che fa risparmiare tempo.
Un possibile stile regionale di grandi sigilli di Zakros nel TM I presenta mostri ibridi esotici, di norma figure femminili alate e aventi parti del corpo animali. Sebbene i disegni avessero senza dubbio un qualche significato magico, sembra esserci anche un forte elemento di fantasia stravagante.
Quando veniva utilizzato il metallo, per lo più per la realizzazione di anelli d'oro, era possibile realizzare disegni complessi con molte figure.

## Ritrovamenti notevoli

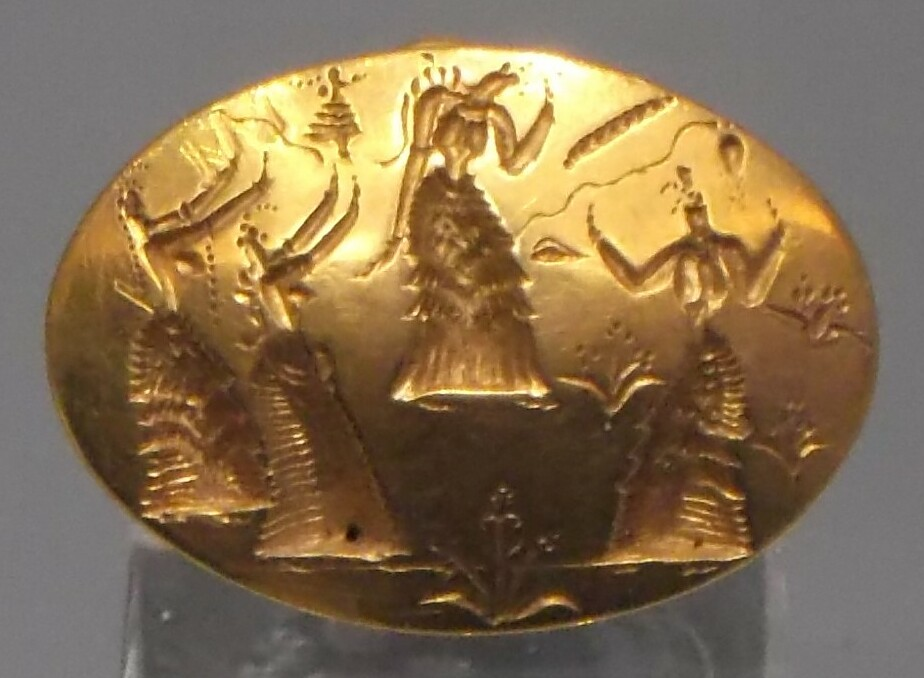
Un sigillo in oro molto discusso proveniente da Cnosso, forse raffigurante una dea e dei fedeli

Nei ricchi corredi funerari dei Circoli A e B di Micene sono presenti molti sigilli ritenuti di produzione minoica, certamente in termini di tradizione e probabilmente in termini di luogo di fabbricazione. Per Sinclair Hood, questi oggetti (in particolare quelli del Circolo A) sollevano la questione di come distinguere la produzione della Grecia continentale da quella cretese. Gli otto sigilli rinvenuti nel Circolo A (tre in pietra e cinque in oro) sono del tipo grande e con figure multiple. Sebbene predominino scene di combattimento e di caccia, sono stati tutti rinvenuti in sepolture di donne. Non sembra che i sigilli venissero effettivamente utilizzati per lasciare impronte sulla Grecia continentale in questo periodo, quindi questi oggetti, solitamente ritenuti di fattura minoica, erano apparentemente trattati come gioielli per le donne.
Un altro famoso ritrovamento che ha generato molte discussioni sull'origine di molti pezzi è la tomba a tholos di Vaphio, nei pressi di Sparta. I 43 sigilli presenti nella tomba comprendono varie pietre preziose e oro, e molti di essi presentano riscontri nei reperti cretesi. Sembra che l'aristocratico lì sepolto li indossasse ai polsi, come un moderno braccialetto portafortuna. Sinclair Hood riteneva che a questa data "era possibile, in linea di massima, classificare i sigilli più fini come di fabbricazione cretese, quelli più rozzamente incisi come di fabbricazione continentale", ma che "questo criterio non si applica più dopo la conquista continentale di Creta intorno al 1450".
Nel 2015, un team internazionale di archeologi guidato dai ricercatori dell'Università di Cincinnati ha scoperto la Tomba del Guerriero del Grifone, una tomba intatta di un guerriero di Pilo, in Messenia. La tomba conteneva più di 50 sigilli in oro e pietra dura, con intricate incisioni in stile minoico raffiguranti dee, altari, canne, leoni e tori, alcuni con saltatori che svettavano sulle corna del toro, tutti probabilmente realizzati a Creta. Il più noto è probabilmente l'Agata del guerriero di Pilo, una gemma incisa di eccezionalmente qualità, probabilmente realizzata nel Tardo minoico.
Il cosiddetto Anello di Teseo è stato trovato ad Atene anch'esso in contesto miceneo; è d'oro e raffigura una scena di salto del toro.

## Galleria d'immagini

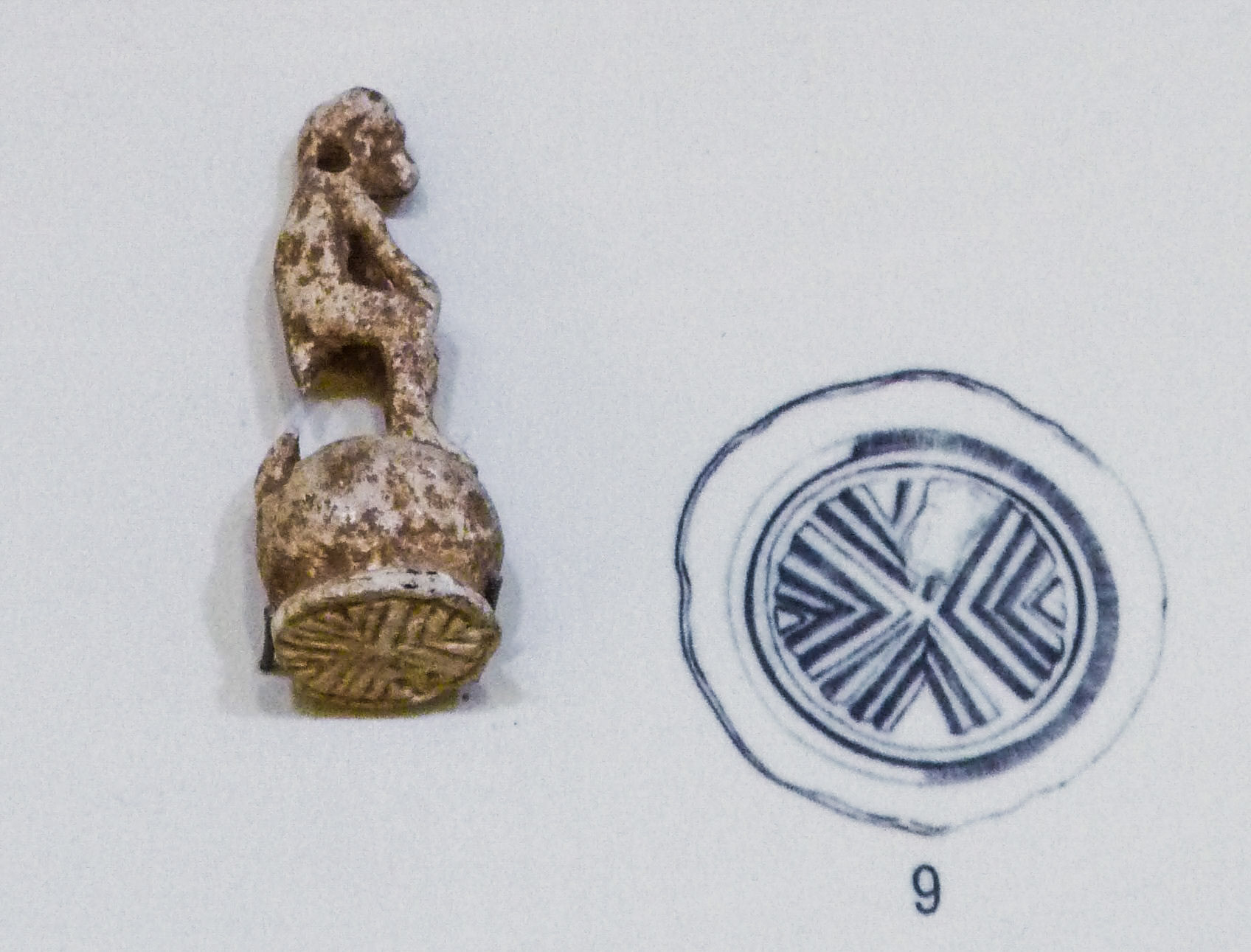
Sigillo in avorio con impronta, con pomello a forma di scimmia
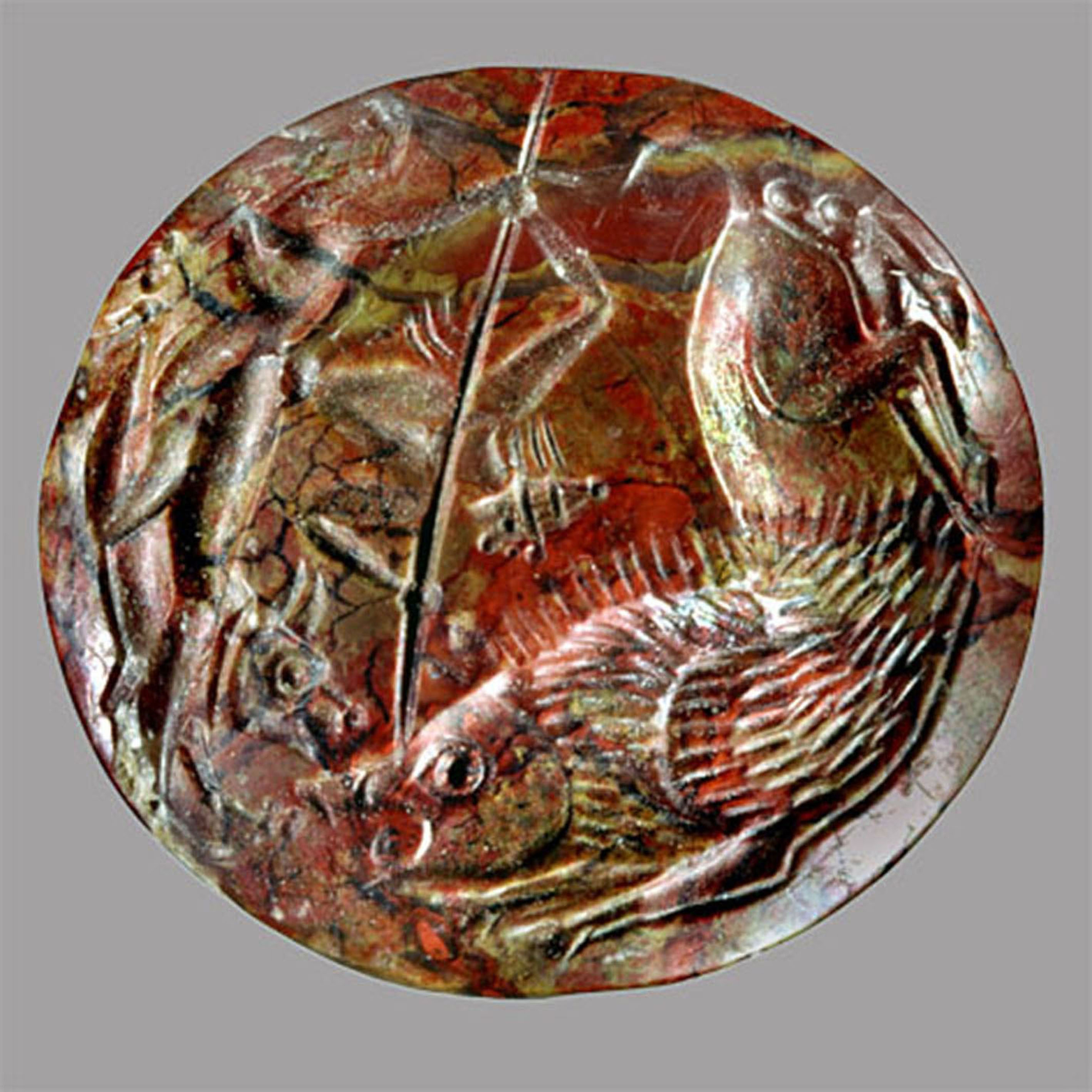
Gemma intagliata con una scena di caccia al cinghiale
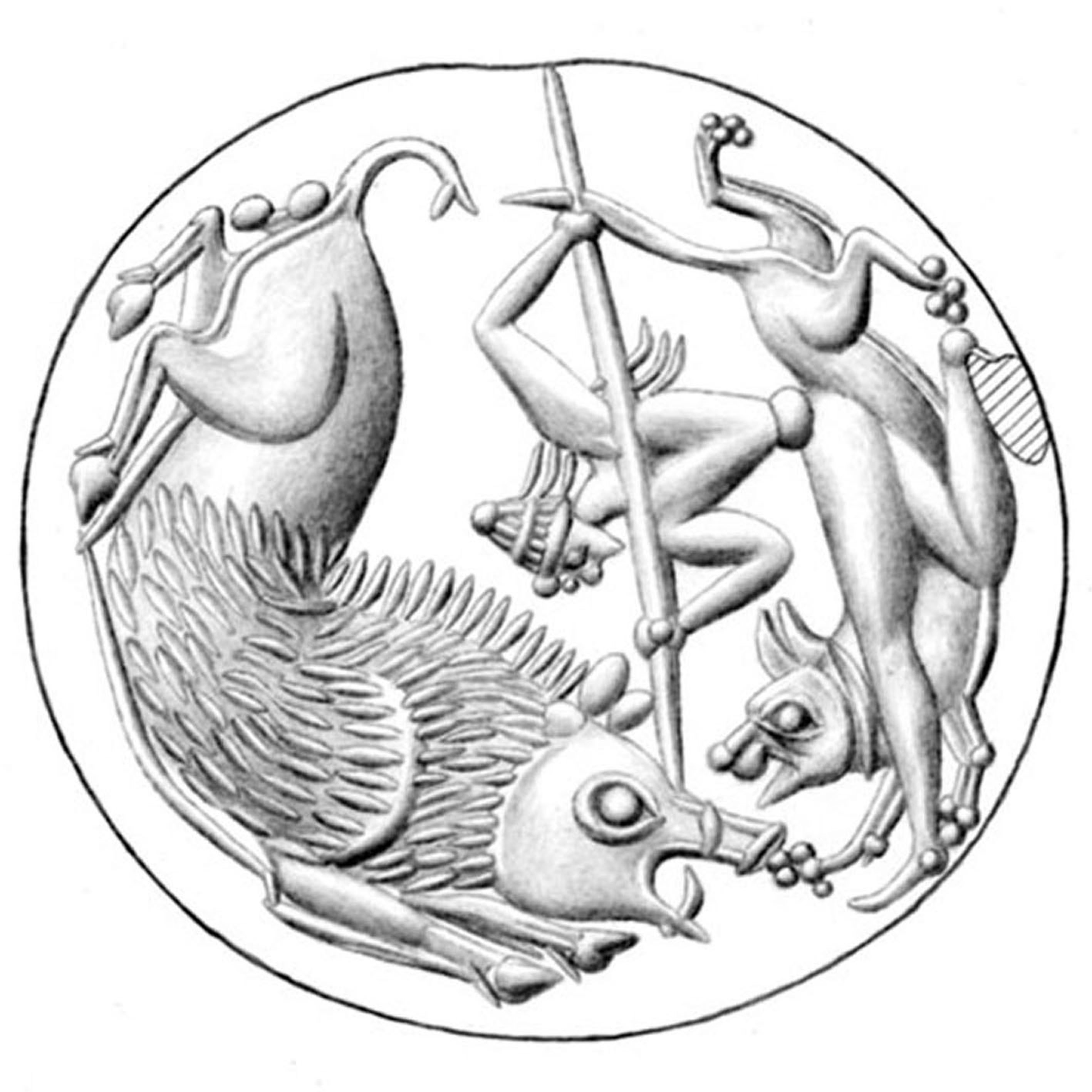
Disegno dello stesso sigillo della caccia al cinghiale
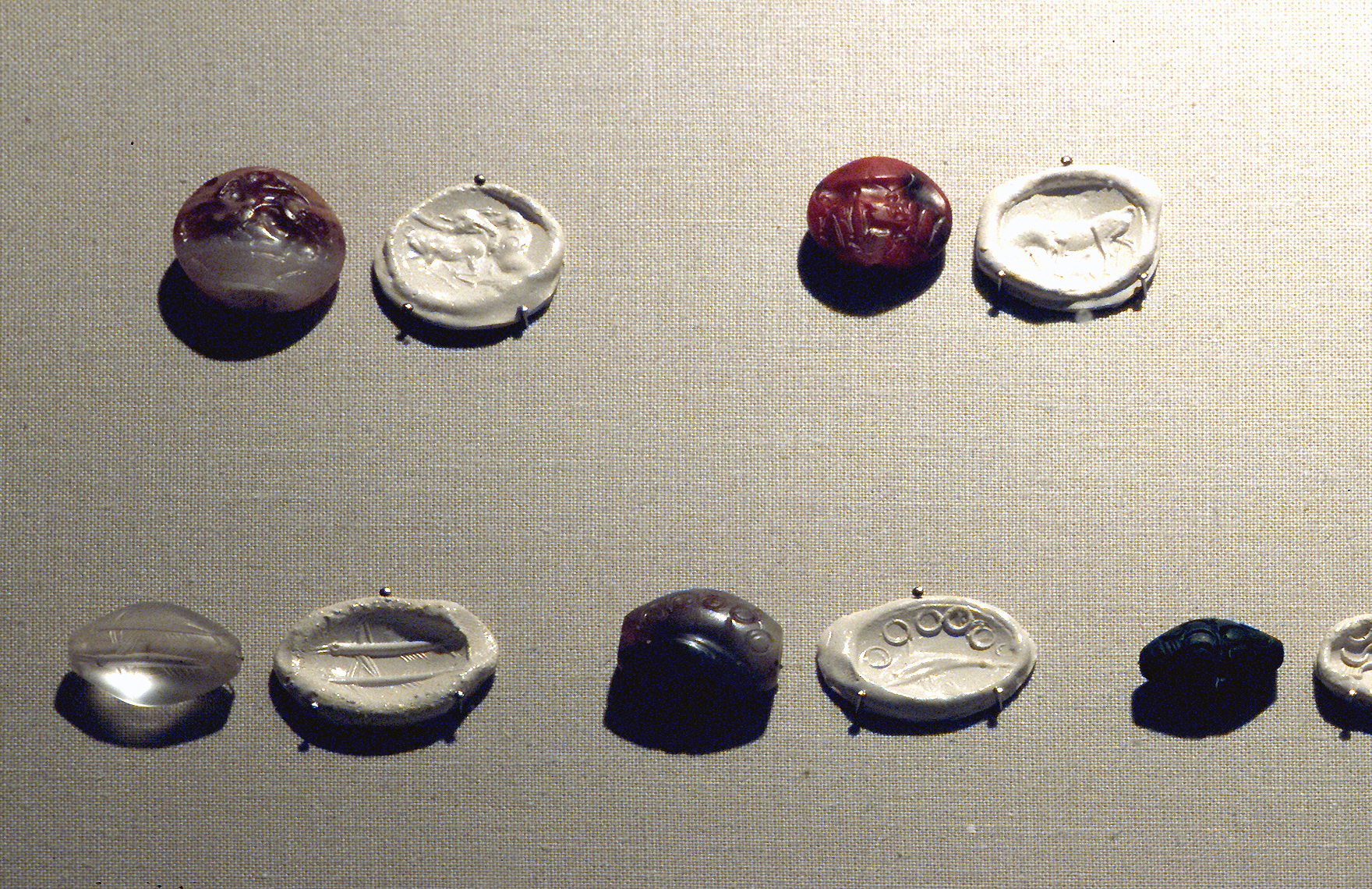
Sigilli e impressioni di pesci e animali
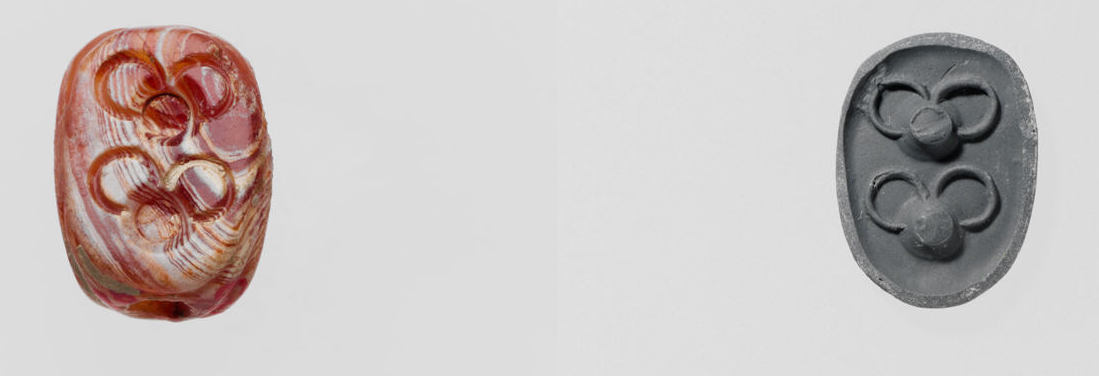
Una delle facce intagliate in un sigillo "a prisma" in diaspro
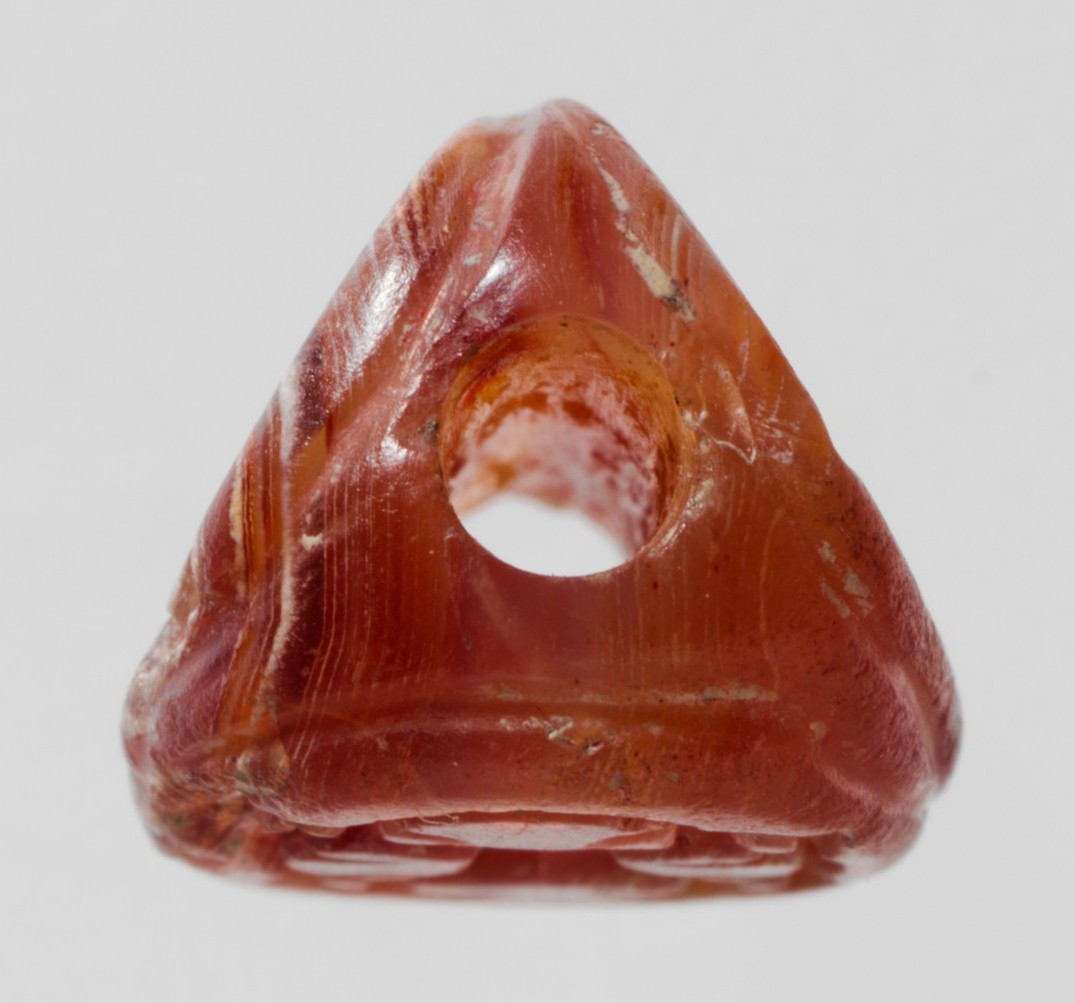
Vista zenitare dello stesso sigillo in diaspro
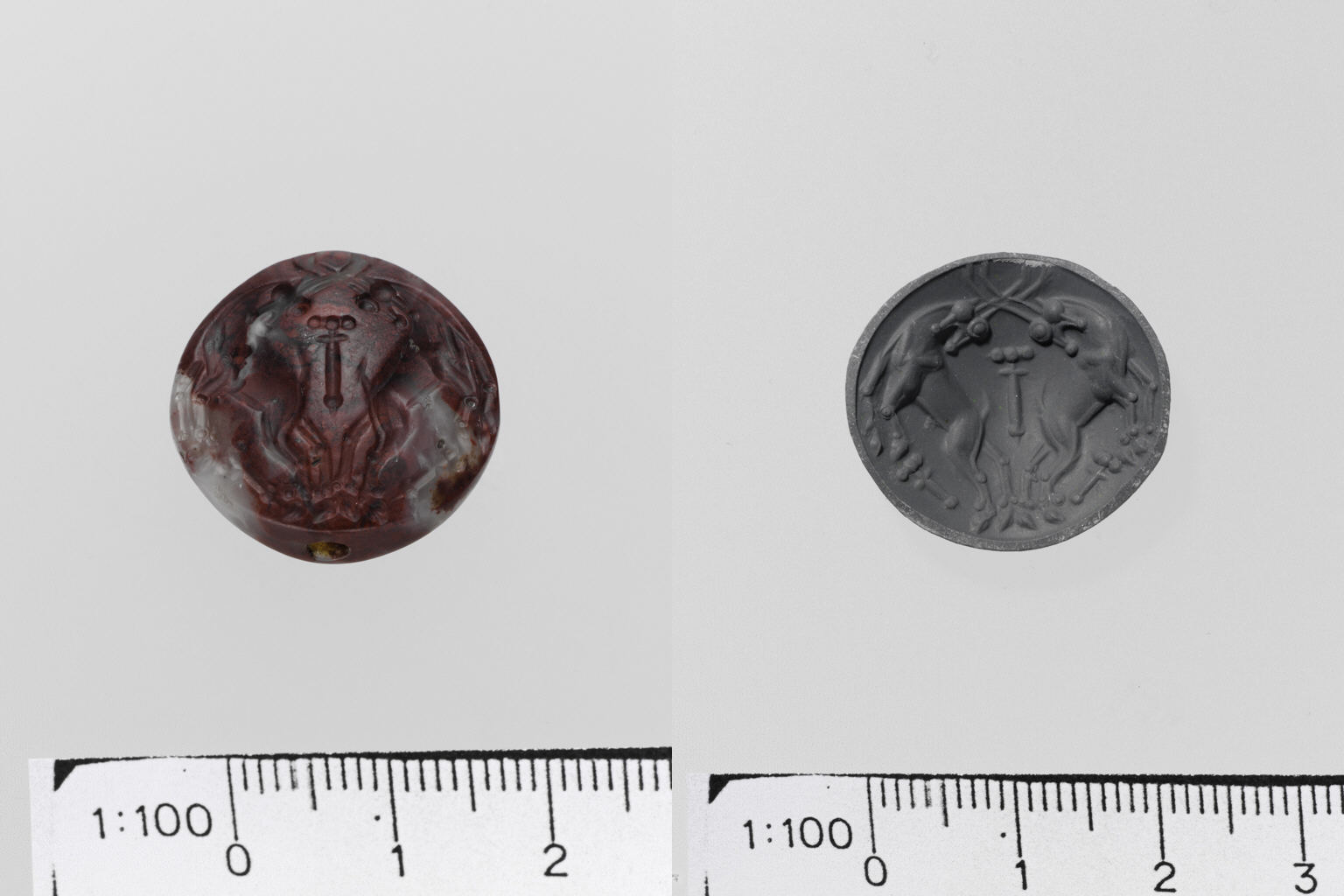
Sigillo lenticolare del TM in agata e relativa impressione
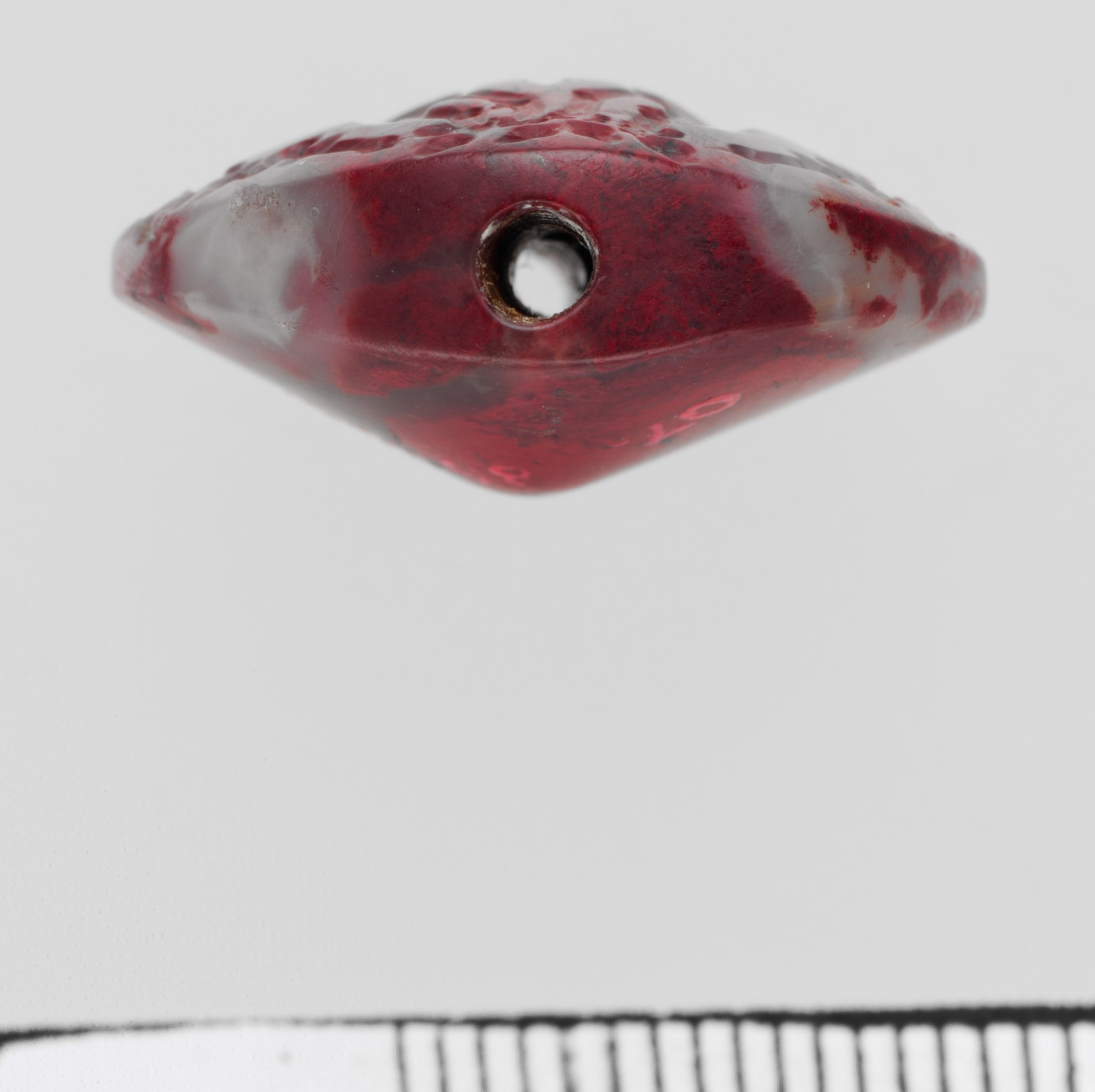
Vista laterale dello stesso sigillo in agata
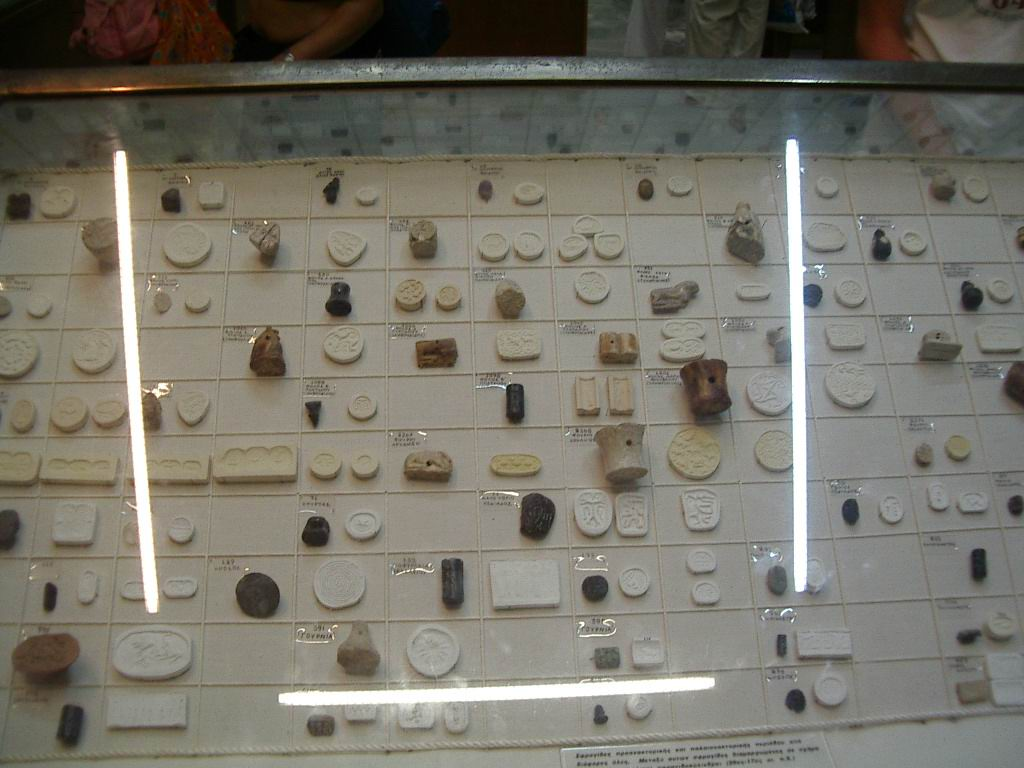
Sigilli esposti al Museo archeologico di Candia